# 中華基督教會方潤華中學
22°27′53″N 114°00′22″E / 22.464692°N 114.006217°E
中華基督教會方潤華中學（英語：CCC Fong Yun Wah Secondary School）為香港元朗區的一所中學。此校歷史可追溯至1980年開辦的中華基督教會念慈中學，至2002年遷入現址，並由特殊學校轉為常規文法中學。

## 歷史
此校前身為1977年籌辦、1980年創校的中華基督教會念慈中學，為當時全港首間供學習遲緩學生就讀的中學。由於獲星光實業梁氏家族成員梁知行、梁知用、梁慧殊及梁藹生四人捐款，此校初名為「念慈中學」，以紀念四人先母。創校初期，此校需借用同系中華基督教會望覺堂啟愛學校上課，直至1981年才遷入土瓜灣第一代校舍。
其後，因應教育署要求，此校先後改為錄取學習困難、以至屬邊緣智力兼有品行問題的學生，而校風亦因而日漸變差，後期更發展至校長及大批教師因不堪壓力而請辭。
由於融合教育逐漸普及，不再需要設立專門的「技能訓練學校」，念慈中學於2001年決定參與該年的校舍分配工作，並獲分配一所位於天水圍的千禧校舍作遷置，以逐步轉為一般文法中學。一年後，此校從九龍土瓜灣遷入天水圍，並招收首批8班主流中一級，同時與中華基督教會方潤華小學的下午校結為「一條龍學校」。由於念慈中學新校獲商人方潤華捐款贊助，因此自遷校起改名為「方潤華中學」。
直到2004年，隨著土瓜灣校址最後一批學生畢業，此校的遷校工作亦正式完成。同年，獲分配鄰近校舍的方潤華小學下午校，暫借此校實行全日制上課，以待永久校舍落成。
然而，方潤華小學因收生不足，決定放棄分拆，上述學生需返回原校，並改由合併後的學校與此校「結龍」；及後，因收生未有改善，該校最後在2010年被勒令殺校，至2012年結束，結龍關係隨即結束。雖然該小學於2015-24年間曾短暫復辦，但受制於「有時限辦學」條款，兩校的一條龍關係並無恢復。

## 校舍

### 土瓜灣舊校舍
念慈中學舊校舍位於土瓜灣靠背壟道，由周啟謙建築師樓設計，於1981年落成，佔地2,117平方米，設有12間課室及少量特別室。
隨著念慈中學於2004年完成遷校，舊址隨即交予中華基督教會灣仔堂基道小學的下午校作轉全日制之用，並於一年後遷入，成為中華基督教會灣仔堂基道小學（九龍城）。

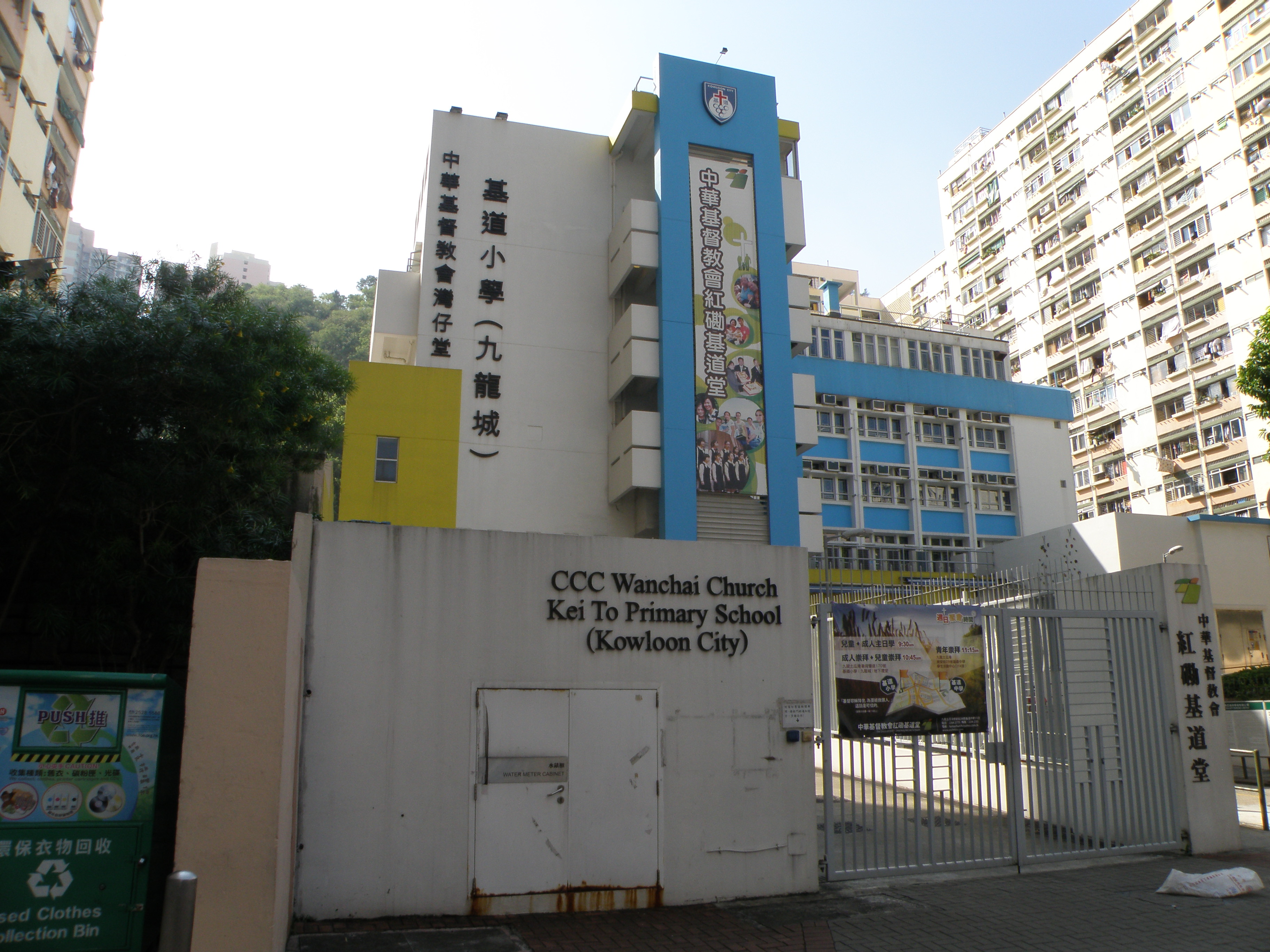
改建後的舊校舍，現為中華基督教會灣仔堂基道小學（九龍城）

### 天水圍現址
此校為一所後期型中學千禧校舍，建築面積約13,000平方米，設有30間課室及各種特別室。此校連同毗鄰的基督教培恩小學，均由祥興建造有限公司承建，於2001年1月動工，2002年完工遷入起沿用至今。
由於此校毗鄰培恩小學，兩校須共用一個足球場及停車場。

#### 現時校舍圖集

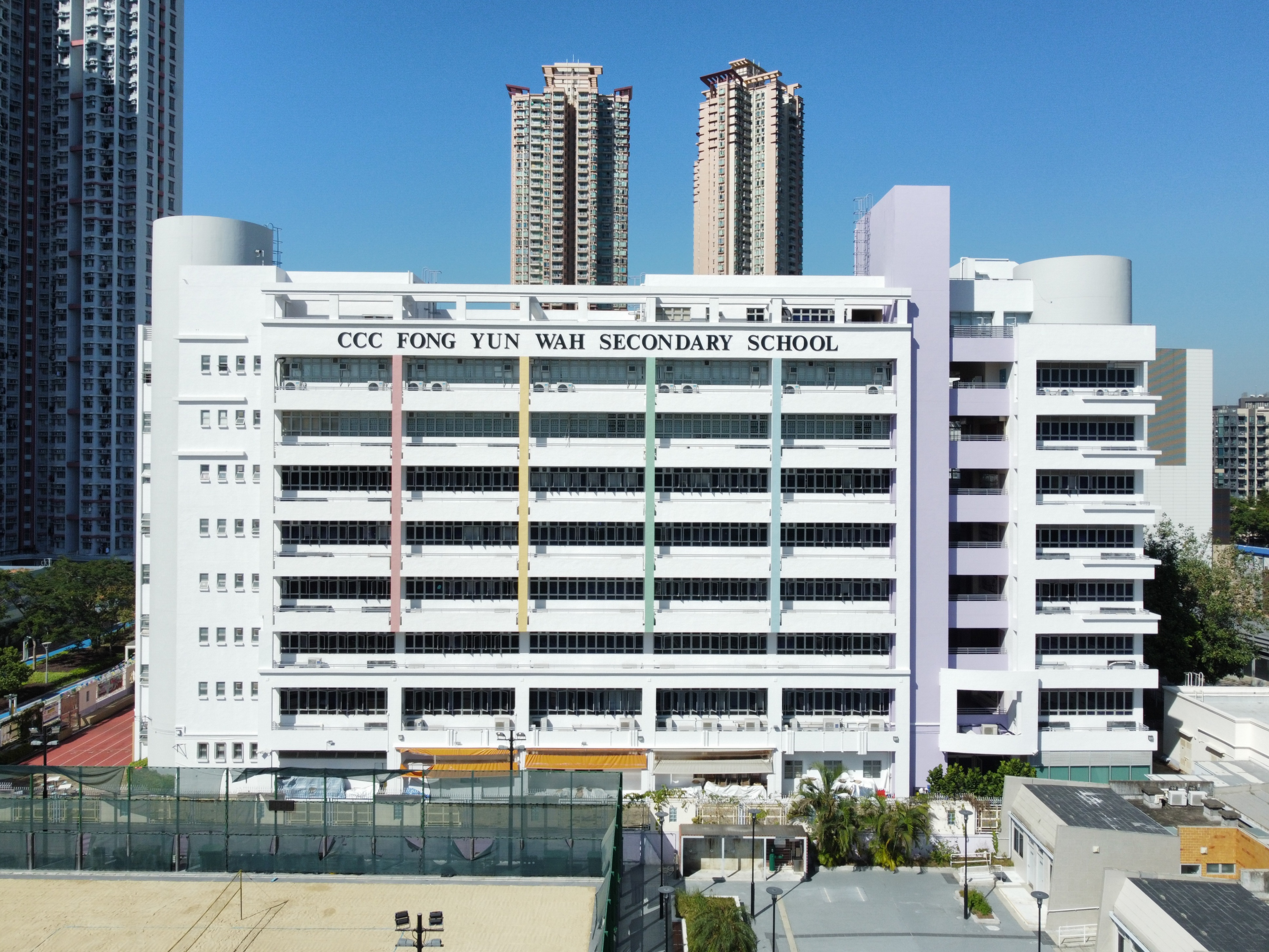
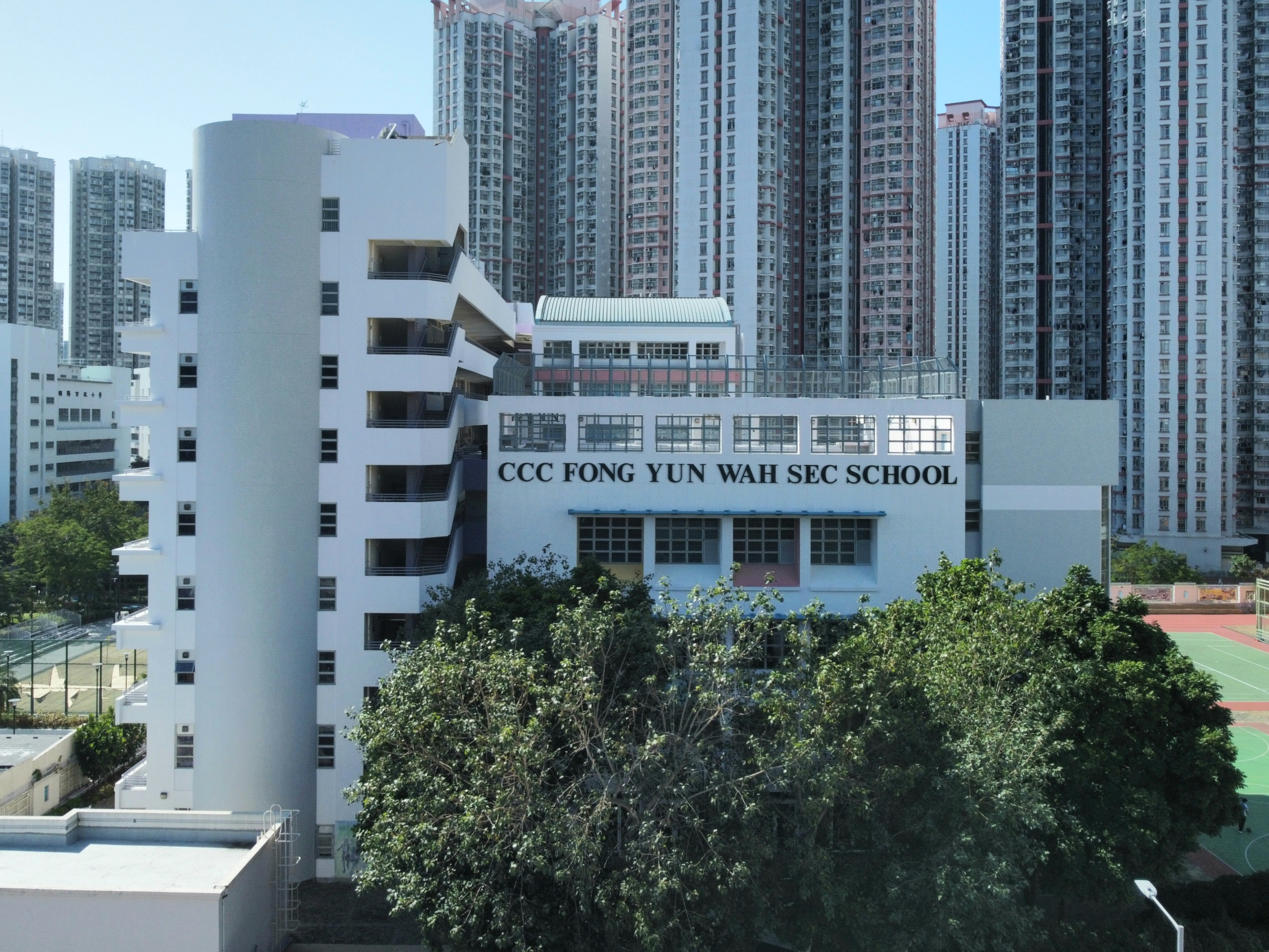

## 校政管理

### 歷任校監[15]
- 翁珏光 牧師[16]
- 李清詞 牧師[17]
- 不遲於2000年[18]至2003年：蘇義有 先生
- 2003年至2006年：袁海柏 先生
- 2006年至2011年：杜仁廉 先生
- 2011年至2013年：王震廷 牧師
- 2013年至2021年：余煊 先生
- 2021年至今：蘇成溢 牧師

### 歷任校長
念慈中學時代
- 1980年-1995年：薛錦葵 先生[19]（創校校長；由同系全完第三小學調任，因不堪壓力而辭職[5]）
- 1995年-2004年：黃騰達 先生[20]（舊校舍末任校長；2002年起兼任新校舍校長）

方潤華中學時代
- 2002年-2012年：黃騰達 先生（此前為舊校舍校長）
- 2012年起：吳俊雄 先生

## 註解
1. ↑  現為萬鈞伯裘書院重置校舍。

## 外部連結
- 中華基督教會方潤華中學（页面存档备份，存于）
- 中華基督教會香港區會（页面存档备份，存于）
- 方中校園電視台